# Élections cantonales saint-galloises de 2024
Les élections cantonales saint-galloises de 2024 ont lieu le 3 mars 2024 afin de renouveler les 120 membres du Conseil cantonal et les 7 membres du Conseil d'État du canton de Saint-Gall,,. Seuls cinq conseillers ayant été élu au premier tour, un deuxième est organisé le 14 avril pour pourvoir les deux sièges restants.

## Résultats

### Conseil cantonal
|                          |                                    |         |       |      |        |               |
| Parti                    | Parti                              | Voix    | %     | +/-  | Sièges | +/-           |
|                          | Union démocratique du centre (UDC) | 40 460  | 31,48 | 4,58 | 42     | 7             |
|                          | Le Centre                          | 28 143  | 21,90 | 0,50 | 27     | en stagnation |
|                          | Parti libéral-radical (PLR)        | 20 163  | 15,69 | 2,61 | 19     | 3             |
|                          | Parti socialiste (PS)              | 19 095  | 14,86 | 0,44 | 18     | 1             |
|                          | Les Verts                          | 8 721   | 6,79  | 0,81 | 6      | 3             |
|                          | Vert'libéraux (PVL)                | 8 417   | 6,55  | 0,45 | 6      | en stagnation |
|                          | Parti évangélique suisse (PEV)     | 2 291   | 1,78  | 0,52 | 2      | en stagnation |
|                          | Union démocratique fédérale (UDF)  | 190     | 0,15  | NC   | 0      | en stagnation |
|                          | Démocrates suisses (DS)            | 100     | 0,08  | NC   | 0      | en stagnation |
|                          | Üseri Schwiiz Zerscht (ÜSZ)        | 74      | 0,06  | NC   | 0      | en stagnation |
|                          | Indépendants                       | 868     | 0,68  | –    | 0      | en stagnation |
|                          |                                    |         |       |      |        |               |
| Votes valides            | Votes valides                      | 128 522 | 98,01 |      |        |               |
| Votes blancs             | Votes blancs                       | 507     | 0,39  |      |        |               |
| Votes nuls               | Votes nuls                         | 2 105   | 1,60  |      |        |               |
| Total                    | Total                              | 131 134 | 100   | –    | 120    | en stagnation |
| Abstentions              | Abstentions                        | 189 328 | 59,08 |      |        |               |
| Inscrits / participation | Inscrits / participation           | 320 462 | 40,92 |      |        |               |

### Conseil d'État
| Candidats                | Candidats                | Partis                   | Premier tour | Premier tour | Second tour | Second tour |
| Candidats                | Candidats                | Partis                   | Voix         | Élu          | Voix        | Élu         |
| ------------------------ | ------------------------ | ------------------------ | ------------ | ------------ | ----------- | ----------- |
|                          | Susanne Hartmann         | LC                       | 90 728       | Oui          |             |             |
|                          | Marc Mächler             | PLR                      | 87 772       | Oui          |             |             |
|                          | Beat Tinner              | PLR                      | 84 102       | Oui          |             |             |
|                          | Laura Bucher             | PS                       | 82 435       | Oui          |             |             |
|                          | Bruno Damann             | LC                       | 81 841       | Oui          |             |             |
|                          | Dana Zemp                | UDC                      | 58 653       | Non          | 41 127      | Non         |
|                          | Christof Hartmann        | UDC                      | 58 059       | Non          | 45 117      | Oui         |
|                          | Bettina Surner           | PS                       | 48 457       | Non          | 47 674      | Oui         |
|                          | Daniel Bosshard          | LV                       | 45 587       | Non          |             |             |
|                          | Sarah J. Bösch           | Ind.                     | 39 522       | Non          | 24 009      | Non         |
|                          | Sarah Noger-Engeler      | PVL                      | 38 959       | Non          |             |             |
|                          | Alfred Tobler            | Ind.                     | 17 580       | Non          | 9 136       | Non         |
|                          | Patrick Jetzer           | AuF SG                   | 12 917       | Non          |             |             |
|                          | Autres candidats         | Autres candidats         | 13 515       | Non          | 1 439       | Non         |
|                          |                          |                          |              |              |             |             |
| Votes valides            | Votes valides            | Votes valides            | 146 363      | 97,59        | 96 766      | 98,96       |
| Votes blancs             | Votes blancs             | Votes blancs             | 3 174        | 2,12         | 849         | 0,87        |
| Votes nuls               | Votes nuls               | Votes nuls               | 432          | 0,29         | 170         | 0,17        |
| Total                    | Total                    | Total                    | 149 969      | 100          | 97 785      | 100         |
| Abstention               | Abstention               | Abstention               | 170 493      | 53,20        | 222 589     | 69,48       |
| Inscrits / participation | Inscrits / participation | Inscrits / participation | 320 462      | 46,80        | 320 374     | 30,52       |